# Saša Ognenovski
Saša Ognenovski (macédonien : Саша Огненовски) est un footballeur australien d'origine macédonienne né le 3 avril 1979 à Melbourne. Il évolue au poste de défenseur central.

## Palmarès
- Avec le Seongnam Ilhwa Chunma
  - Vainqueur de la Ligue des champions de l'AFC 2010